# Kongemager
Kongemager er betegnelsen for en person eller gruppe, der udøver indflydelse på udvælgelsen af en person til en toppost, som f.eks. konge, præsident eller statsminister, uden selv at være en mulig kandidat. Kongemageren kan benytte sig af politiske, monetære, religiøse og militære midler til at sikre sig indflydelsen. Udtrykket stammer fra Richard Nevilles bedrifter under Rosekrigene i England, men ikke benyttet før længe efter hans død og blev først almindelig brugt i det 19. århundrede.
Af eksempler på kongemagere kunne f.eks. nævnes Carl Otto Mörner, der hjalp Bernadotte-slægten på tronen i Sverige.
Udtrykket bruges også i spilteori og henviser til, når en spiller mangler tilstrækkelige ressourcer til at vinde et givet spil, men stadig har tilstrækkelige ressourcer til at afgøre, hvilke af de mere ressourcestærke spillere, der i sidste ende vil vinde.